# Kultura Verbicioara
Kultura Verbicioara – kultura archeologiczna epoki brązu. Jej nazwa pochodzi od eponimicznego stanowiska w miejscowości Verbicioara w okręgu Dolj w południowo-zachodniej Rumunii.

## Chronologia i obszar występowania
Kultura Verbicioara rozwijała się od okresu brązu A2 do okresu brązu D, według podziału epoki brązu dokonanego przez Paula Reineckego. Istniała więc w latach około 1950–1200 p.n.e. W rozwoju tej kultury wyróżnia się 4 fazy. Na początku okresu brązu B1 (około 1700 lat p.n.e.) pewien wpływ, na omawianą jednostkę, wywarła ludność kultury ceramiki inkrustowanej, wypieranej ze swojej siedzib przez grupy kultury mogiłowej.
Ludność kultury Verbicioara zamieszkiwała Oltenię pomiędzy Karpatami, Dunajem a Alutą. Sięgała także na południe od Dunaju, na teren Bułgarii, gdzie obejmowała obszar w dorzeczach rzek Iskyr i Osym aż po miasto Łowecz.

## Gospodarka
Zajmowano się głównie hodowlą oraz uprawą ziemi. Na osadach spotyka się kości bydła rogatego, owiec, kóz i świń.

## Osadnictwo i budownictwo
Osiedla zakładano na wzniesieniach lub terasach rzek. Osady niekiedy ogradzano rowem (stanowisko w Verbicioara). W omawianej kulturze występują także stanowiska jaskiniowe (jaskinia Dewetaki w Bułgarii, jaskinia w okolicach Baile Herculane). W późniejszych fazach pojawiają się tak zwane zolniki, czyli obiekty związane z kultem ognia. Na osadach występowały budynki o konstrukcji słupowej, na planie koła lub czworoboczne, z paleniskami wewnątrz.

## Obrządek pogrzebowy
Środowisko to charakteryzuje niemal całkowity brak odkrytych grobów. Zjawisko to powtarza się także w innych ugrupowaniach tego regionu (kultura Tei). Świadczy ono o tym, że istniała jakaś nieznana współczesnym, nieuchwytna w źródłach archeologicznych forma pochówku.

## Inwentarz
Charakterystyczne formy ceramiczne dla kultury Verbicioara to kubki jednouche, naczynia zaopatrzone w dwa ucha przy wylewie czy też wystające silnie ponad krawędź. W ornamentyce dominuje rycie, inkrustacja i ornament stempelkowy charakterystyczny dla kultury Girla Mare. Jako motywy zdobnicze występują spirale, meandry i wstęgi.
W kulturze Verbicioara często spotyka się wyroby kamienne, krzemienne i kościane, w odróżnieniu od rzadkich tutaj wyrobów brązowych. Licznie występują zdobione przęśliki.